# Djoeke de Ridder
Djoeke de Ridder (Castricum, 21 augustus 2005) is een voetbalspeelster uit Nederland. Ze speelt als verdediger voor AZ en voor Nederlandse jeugdelftallen.

## Clubcarrière
De Ridder begon haar carrière bij FC Castricum. Samen met teamgenote Lisa Stengs stapte ze via VV Alkmaar over naar het talententeam van Ajax.
In Amsterdam speelde de Ridder in het beloftenteam. Een doorbraak naar het eerste elftal bleef uit. De Ridder maakte op 14 juni 2023 de overstap naar AZ dat de licentie van VV Alkmaar had overgenomen. De Ridder tekende in Alkmaar een contract tot medio 2025.
Op 15 september 2023 maakte de Ridder haar debuut voor AZ in de Vrouwen Eredivisie in een uitwedstrijd tegen Sc Heerenveen. De Ridder verlengde op 10 oktober 2024 haar na het seizoen 2024/25 aflopende contract tot medio 2027.

## Statistieken
| Seizoen   | Club   | Land      | Competitie         | Wedstrijden | Doelpunten |
| --------- | ------ | --------- | ------------------ | ----------- | ---------- |
| 2023/2024 | AZ     | Nederland | Vrouwen Eredivisie | 8           | 0          |
| 2024/2025 | AZ     | Nederland | Vrouwen Eredivisie | 0           | 0          |
| Totaal    | Totaal | Totaal    | Totaal             | 8           | 0          |

Laatste update: 10 oktober 2024

## Interlandcarrière
Djoeke de Ridder is jeugdinternational en heeft meermaals deel uitgemaakt van Nederland onder 17 en Nederland onder 19. In 2024 speelde ze voor Nederland onder 20 het wereldkampioenschap in Colombia.
2 Caprino ·
3 De Ridder ·
4 Woons ·
5 Mol ·
6 Colin ·
7 Van der Most ·
8 De Vette ·
9 Spaan ·
10 Van Lunteren ·
11 Kroese ·
12 Blom ·
14 Op de Weegh ·
15 Groot ·
16 Booms ·
17 Zijp ·
18 Boukakar ·
20 Van Bentum ·
21 Van Uden ·
22 Thomas ·
23 Stoop ·
Copier ·
Coach: De Vogel
· Keeperstrainer: Keizer